# Ковтюх Єпіфан Іович
Ко́втюх Єпіфа́н Іо́вич (нар. 9 (21) травня 1890 — пом. 28 липня 1938) — радянський військовий діяч, герой громадянської війни, комкор.

## Біографія
Єпіфан Іович Ковтюх народився в посаді Висунськ Херсонської губернії Російської імперії у сім'ї висунського міщанина Іова Прокоповича Ковтюха. В дитячому віці, разом з сім'єю, переселився на Кубань, в станицю Полтавську.
В 1911 році був призваний до армії. Брав участь в Першій світовій війні, воював на Кавказькому фронті. В липні 1916 року дістав офіцерський чин прапорщика. Лютневу революцію зустрів в чині штабс-капітана, на посаді командира роти. За особисту мужність був удостоєний чотирьох солдатських Георгіївських хрестів, а також, будучи в чині офіцера, бойового ордену.
Після Лютневої революції на загальних полкових зборах обраний членом полкового комітету. З початком Громадянської війни став на сторону «червоних». Командував ротою, був заступником командира загону Червоної Гвардії на Кубані. Брав участь у боях з білогвардійцями на Північному Кавказі.
В липні — серпні 1918 року керував обороною Катеринодара. Після захоплення міста денікінцями, вивів загони до Геленджика.
27 серпня 1918 року було створено «червону» Таманську армію. Командувачем армії обрано І. І. Матвєєва, а його заступником і командувачем 1-ї колони військ — Є. І. Ковтюха. Армія розпочала знаменитий Таманський похід, що тривав до 17 вересня 1918 року і закінчився з'єднанням з головними силами в районі станиць Дондуковської та Курганної.
Після розстрілу 10 жовтня 1918 року І. І. Матвєєва, призначається командувачем Таманської армії, а після її розформування — начальником 48-ї Таманської стрілецької дивізії.
За визволення Царицина і станції Тихорецької Є. І. Ковтюха нагороджено орденом Червоного Прапора. Незабаром він стає командиром Зведеного кінного корпусу в складі 7-ї кавалерійської дивізії і Таманської кавалерійської бригади.
В серпні — вересні 1920 року Є. І. Ковтюх — начальник гарнізону Катеринодара, командувач експедиційного десантного загону в тилу врангелівців. За вдале проведення десанту семеро осіб, а серед них Є. І. Ковтюх і Д. А. Фурманов, нагороджено орденами Червоного Прапора.
В 1922 році закінчив Військову академію РСЧА.
В 1926 році нагороджено третім орденом Червоного Прапора (за взяття Армавіру в 1918 році).
В 1928 році закінчив Курси вдосконалення командного складу РСЧА. Займав посаду командира корпусу.
З 1936 року — армійський інспектор і заступник командувача військ Білоруського військового округу.
В жовтні 1937 року був заарештований по обвинуваченню у шпигунстві і терористичній діяльності з 1918 року та контрреволюційній змові.
28 липня 1938 року, за вироком Військової колегії Верховного суду СРСР, комкора Ковтюха Є. І. розстріляно.
В 1956 році справу щодо Ковтюха Є. І. припинено за відсутністю в його діях складу злочину, а його самого посмертно реабілітовано й поновлено у військовому званні.

## Літературна діяльність
В 1926 році вийшла в світ документальна книга Ковтюха Є. І. «Від Кубані до Волги і назад». Пізніше вона перевидавалась ще двічі, але під назвою «„Залізний потік“ у військовому викладенні».

## Образ Є.І.Ковтюха в радянській літературі
Героїчні події Таманського походу 1918 року були відтворені О. С. Серафимовичем в романі «Залізний потік» (1924 р.). Образ Кожуха в ньому був змальований з Є. І. Ковтюха.
В 1922 році опубліковано повість Д. А. Фурманова «Червоний десант». В ній яскраво описано події, що стосувались експедиційного десанту в тил врангелівців в 1920 році. Тоді командиром загону був Ковтюх, а комісаром — сам Фурманов. Дещо пізніше Д. А. Фурманов також написав нарис «Єпіфан Ковтюх».
Цікавився образом Є. І. Ковтюха також і О. М. Толстой. В кінцевій книзі трилогії «Ходіння по муках» — «Похмурий ранок» його виведено під прізвищем Кожуха.